# 2011년 1월
| 2011년: 1월 · 2월 · 3월 · 4월 · 5월 · 6월 · 7월 · 8월 · 9월 · 10월 · 11월 · 12월 |

| <          | 2011년 1월 | 2011년 1월  | 2011년 1월 | 2011년 1월 | 2011년 1월 | >            |
| 일         | 월         | 화          | 수         | 목         | 금         | 토           |
|            |            |             |            |            |            | 1 11.27 병진 |
| 2 28 정사  | 3 29 무오  | 4 12.1 기미 | 5 2 경신   | 6 3 신유   | 7 4 임술   | 8 5 계해     |
| 9 6 갑자   | 10 7 을축  | 11 8 병인   | 12 9 정묘  | 13 10 무진 | 14 11 기사 | 15 12 경오   |
| 16 13 신미 | 17 14 임신 | 18 15 계유  | 19 16 갑술 | 20 17 을해 | 21 18 병자 | 22 19 정축   |
| 23 20 무인 | 24 21 기묘 | 25 22 경진  | 26 23 신사 | 27 24 임오 | 28 25 계미 | 29 26 갑신   |
| 30 27 을유 | 31 28 병술 |             |            |            |            |              |

| - 1월 4일 - 알리 레자 팔레비 - 1월 4일 - 딕 킹 스미스 - 1월 21일 - 박완서 편집하기 |

## 2011년1월 30일
- 카자흐스탄의 알마티와 아스타나에서 2011년 동계 아시안 게임이 개막하였다.

## 2011년1월 27일
- 대한민국 대법원은 이광재 강원도지사에게 징역형을 선고하였다. 이로써 이광재는 도지사직을 상실했다.

## 2011년1월 24일
- 러시아 모스크바 외곽의 도모데도보 국제 공항에서 폭탄 테러가 발생하여 최소 31명이 숨지고 130여 명이 부상당했다.

## 2011년1월 21일
- 대한민국의 청해부대가 소말리아 해적들에게 납치되었던 삼호 주얼리호를 아덴 만 여명 작전으로 구출에 성공했다.

## 2011년1월 18일
- 대한민국에서 구제역으로 인한 살처분 가축 수가 200만마리를 넘어섰다.

## 2011년1월 14일
- 튀니지에서 발생한 대규모 반정부 시위로 24년간 장기집권해온 벤 알리 대통령이 해외로 망명하고 국가비상사태가 선포되었다.

## 2011년1월 13일
- 대한민국의 배우 오건우가 교통사고로 사망하였다.

## 2011년1월 12일
- 브라질 리우데자네이루주에서 홍수가 발생해 250명 이상의 사람이 사망했다.

## 2011년1월 11일
- 중화인민공화국 최초의 스텔스 전투기인 청두 J-20이 시험 비행에 성공했다.

## 2011년1월 10일
- 이란에서 여객기가 추락해 70여명이 사망했다.

## 2011년1월 9일
- 수단에서 북부(현 수단정부)와 남부 수단의 분리독립 국민투표가 수단 남부에서 실시 되었다.
- 미국 애리조나주에서 가브리엘 기퍼즈 하원 의원을 포함한 19명이 괴한에게 총격을 당했다.

## 2011년1월 8일
- 대한민국에서 구제역으로 인한 살처분 가축 수가 100만마리를 넘어섰다.
- 중화인민공화국 옌볜 조선족 자치주 훈춘에서 리히터 규모 5.8의 지진이 일어났다.

## 2011년1월 7일
- 조선민주주의인민공화국의 선전매체인 우리민족끼리가 디시인사이드 유저들에 의해 해킹당했다.

## 2011년1월 4일
- 파키스탄의 정치인 살만 타시르가 자신의 경호원에게 살해당했다.
- 이란의 마지막 샤인 모하마드 레자 팔라비의 막내 아들 알리 레자 팔라비가 미국에서 권총으로 자살했다.

## 2011년1월 1일
- 에스토니아 크론이 유로화로 대체되었다.
- 브라질 첫 여성 대통령 지우마 호세프 대통령이 취임하였다.